# Santo Antônio FC
Der Santo Antônio Futebol Clube, in der Regel nur kurz Santo Antônio genannt, ist ein Fußballverein aus Vitória im brasilianischen Bundesstaat Espírito Santo.

## Erfolge
- Staatsmeisterschaft von Espírito Santo: 1931, 1953, 1954, 1955, 1960, 1961
- Staatsmeisterschaft von Espírito Santo – 2nd Division: 1987
- Torneio Início do Espírito Santo: 1952, 1954, 1965

## Stadion
Der Verein trägt seine Heimspiele im Estádio Rubens Gomes in Vila Velha aus. Das Stadion hat ein Fassungsvermögen von 1000 Personen.